# Кольоративи української мови
Кольоративи української мови — лексико-семантична група, що позначає кольори в українській мові. У мовознавчій літературі української мови з кольорознавства існує проблема уніфікації мовознавчих термінів що означують кольори тож у мовознавчих працях української мови з кольоративознавчих студій зустрічається ціла плеяда синонімів: кольороназва, назва кольору, кольоропозначення, колірний термін, ім'я кольору, кольоронайменування, колірний прикметник, кольоратив, колоратив, кольоронім, колірний епітет, кольористична лексика, оказіоналізм-хроматонім, хроматизм тощо.

## Класифікація кольоративів в українській мові
Згідно з працями мовознавиці Оксани Дзівак кольоративи української мови поділяються на дві основні групи: основні кольори або «ядро» які є основоположними кольорами української мови, та опосередковані кольори або «периферія», які відповідають за різноманітні відтінки в українській мові. Назви кольоративів з групи «ядро» не вмотивовані з погляду носіїв сучасної української літературної мови. Назви ж кольоративів з групи «периферія» це а) кольоративи складних назв; б) кольоративи, що означують колірну якість опосередковано, за колірною схожістю; та в) кольоративи іншомовного походження, морфологічно оформлені за словотворчими типами сучасної української літературної мови.

## Основні кольоративи в українській мові
В мовознавчих студіях української мови немає одностайності щодо того які кольоративи української мови є «основними» (так зване «ядро» за термінологією Дзівак). Так на думку мовознавця Артура Іншакова, у східнослов'янському мовознавстві традиційно визначають 11 основних термінів-кольоропозначень які й закріпилися як основні складові колірної номенклатури української мови: білий, чорний, червоний, синій, жовтий, коричневий, зелений, фіолетовий, рожевий, сірий, та помаранчевий. На думку ж мовознавиці Оксани Дзівак серед «ядра» кольоративів української мови всього сім кольорів: червоний, жовтий, зелений, сірий, синій, білий, та чорний.

## Зауваження
1. ↑  У своїй дисертації Дзівак перераховує саме ці 7 кольорів "ядра", хоча у пізніших працях, зокрема у статті «Про систему назв кольорів у сучасній українській літературній мові» від 1975 року у часописі Українське мовознавство замість сірого кольору вона включила блакитний що є малологічним оскільки у переліку вже є синій, а блакитний традиційно вважається всього лише відтінком синього